# Oberösterreichisches Tagblatt
Das Tagblatt („Organ für die Interessen des werktätigen Volkes“) war eine sozialdemokratische Tageszeitung. Sie bediente das Bundesland Oberösterreich und erschien ab 1916 als Nachfolgeorgan der Wahrheit! („Organ zur Verbreitung sozialdemokratischer Grundsätze“ gegründet 1897) bis Ende 1987 im Verlag Gutenberg in Linz. 1975 wurde das Tagblatt in Oberösterreichisches Tagblatt (Oö Tagblatt) umbenannt.

## Geschichte

### Bis 1945
Neben den im Raum Oberösterreich führenden Tageszeitungen Tagespost und Linzer Volksblatt wurde ab 1897 die Wahrheit! herausgegeben – sie war für die Arbeiterschicht in Oberösterreich gedacht. Aufgrund der steigenden Auflagenzahl wurde eine eigene Druckerei für das vorerst extern gedruckte Blatt notwendig und 1910 die Liegenschaft Spittelwiese 5 erworben und das Druck- und Verlagsgeschäft Gutenberg-Weiguny & Comp. gegründet. Ab 1911 war Josef Dametz Mitherausgeber des Tagblatts. Es erschien nun am 1. Jänner 1916 erstmals die Tageszeitung der Sozialdemokraten unter dem Namen Tagblatt. Ab 1919 schrieb der spätere Linzer Bürgermeister Ernst Koref Schauspielkritiken für die Zeitung.
Im Jahr 1929 brach der Absatz der vorerst erfolgsverwöhnten Zeitung ein, da sich viele Sozialdemokraten die Zeitung nicht mehr leisten konnten.
Mit dem Ausbruch des Bürgerkriegs am 12. Februar 1934 wurde das Tagblatt und die Wochenzeitungen des Verlags bis 31. März 1934 vorübergehend eingestellt. Am 17. Juli desselben Jahres wurde die Druckerei mit der Adresse Spittelwiese 5 (gleichzeitig ein Alarmplatz des Schutzbundes) erstmals beschlagnahmt und einer „treuhändischen Verwaltungskommission“ unterstellt. Im Umfeld dieser Kommission wurde 1935 die zuerst der Heimwehr zuzurechnende, später nationalsozialistische Neue Zeit gegründet. Im Juni 1937 wurde dieses Blatt eingestellt.
Mit der Machtergreifung der Nationalsozialisten am 12. März 1938 wurde die herausgebende „Druck- und Verlagsgesellschaft Gutenberg – Weiguny & Co“ als „NS-Druckerei und Verlag Linz“ teilweise in den NS-Gauverlag Oberdonau integriert und damit ein zweites Mal beschlagnahmt. Die Druckmaschinen wurden weiterverwendet, verkauft oder verschrottet. Ab 1946 führte dies zu langwierigen Rückgabeverhandlungen zwischen dem Landesverlag und Gutenberg.
Mit der Übernahme der Druckerei durch die Nationalsozialisten erschien fortan als Nachfolgeorgan des Tagblatt der Arbeitersturm („Kampfblatt der nationalsozialistischen Arbeiter und Angestellten Deutschösterreichs“). Der damalige Chefredakteur des Tagblatt, Franz Blum, wird verhaftet und in das Konzentrationslager Dachau gebracht. Einstige Redakteure wurden wegen „politischer Unzuverlässigkeit“ nicht übernommen. Wahrscheinlich, so Hans Eisenrauch (Geschäftsführer in den 1980er Jahren), wäre es auch nicht ihr Wunsch gewesen, in diese Zeitung integriert zu werden. Die Belegschaft des Druckerei-Betriebs blieb jedoch erhalten, sie druckte nun „unter Tränen“ den Arbeitersturm bis Ende Juni 1938. Die neue offizielle Tageszeitung von Oberdonau war ab Juli 1938 die Volksstimme, nicht zu verwechseln mit der kommunistischen Volksstimme (Österreich).

### 1945–1987
Am 8. Oktober 1945 erscheint erstmals nach Kriegsende wieder das Tagblatt („Zeitung des schaffenden Volkes in Stadt und Land“), gedruckt nicht in der Spittelwiese 5, sondern in der neuerrichteten „Demokratischen Druck- und Verlagsgesellschaft Oberösterreich m.b.H.“, eigentlich die Druckerei Wimmer (heutige Wimmer Medien). Nach dem Ende des Zweiten Weltkriegs regeln die Besatzungsmächte die oberösterreichische Presselandschaft. Darunter 'leidet' das Tagblatt: Bis Ende 1945 erscheinen pro Woche nur drei Ausgaben, ein früher Redaktionsschluss, unzureichende Papierzuteilung und eine begrenzte Auflage von 40.000 Stück erschweren die Etablierung der Parteizeitung.
Ab dem 1. Oktober 1948 wird die Zeitung wieder im eigenen Haus Spittelwiese 5 gedruckt „da es immer schwieriger wurde, in der Wimmer-Druckerei die notwendigen Satzkapazitäten für den wachsenden Zeitungsumfang zu bekommen“. Ende der 1940er Jahre liegt die Auflage der Zeitung bei ca. 28.000 Stück täglich. In der Leitungsebene der Druckereigesellschaft waren zu dieser Zeit u. a. Ernst Koref und Edmund Aigner, ab 1951 auch Ludwig Bernaschek tätig.

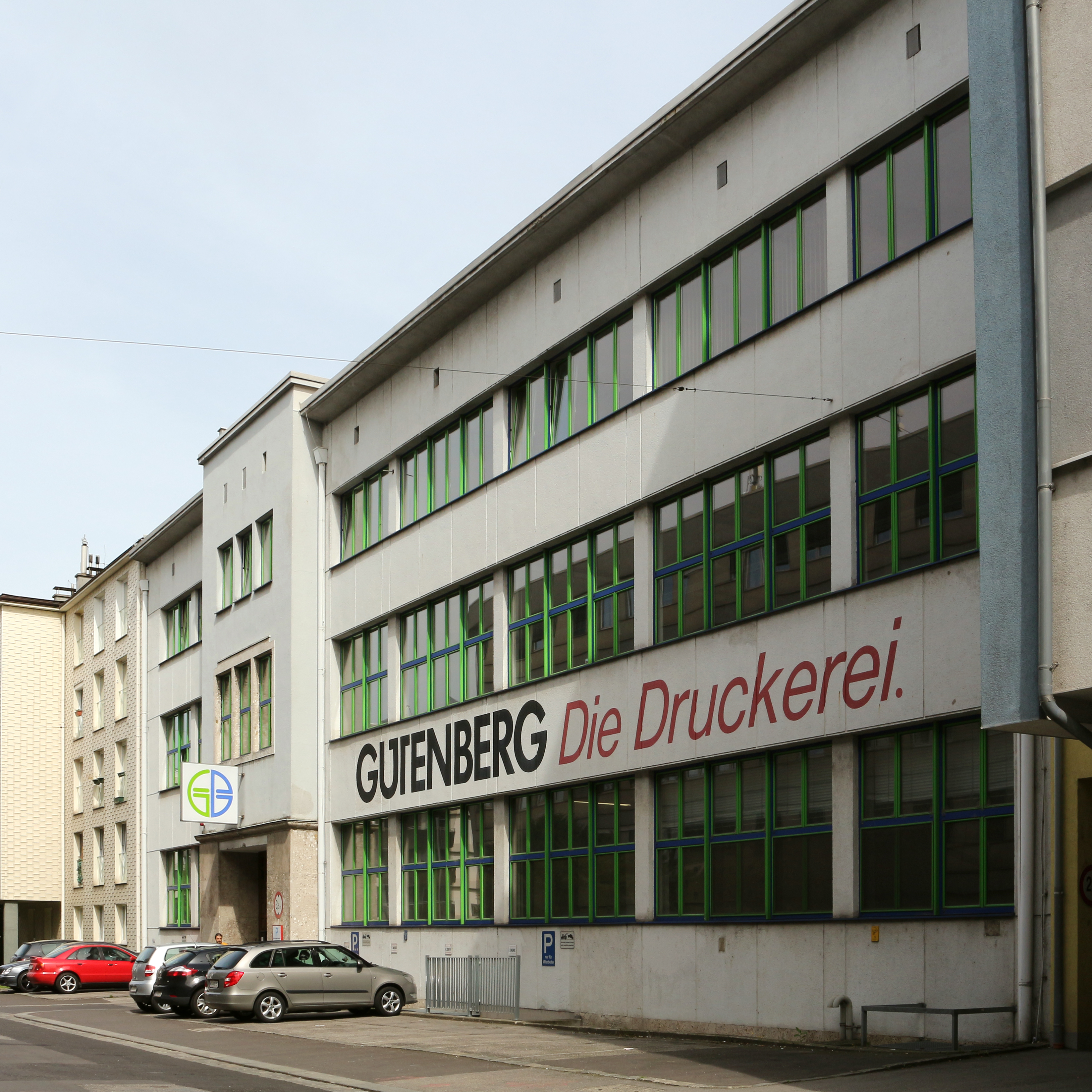
Die Druckerei Gutenberg in der Anastasius-Grün-Straße

Ab 1951 wird das Tagblatt aufgrund von Platzmangel in der Spittelwiese 5 im neu errichteten Gebäude der Druckerei in der Anastasius-Grün-Straße produziert. Das Gebäude wurde „teilweise durch eine sogenannte ‚Gutenberg-Anleihe‘ von Lesern und Parteimitgliedern finanziert“. Ab diesem Zeitpunkt wird die Auflage der Zeitung (1951: 22.500 Stück) „nie wieder steigen (außer 1985/1986), sondern nur mehr fallen.“ Durch technische Erweiterung des Druckereibetriebs wird es ab 1961 möglich, das Tagblatt mit der Buntfarbe Rot zu versehen. Als 1968 die Kronen Zeitung die oberösterreichische Pressebühne betritt, sind die Zahlen des Tagblatt schlecht: 19.000 Abonnements, ca. 300 Exemplare im freien Verkauf.
1985 stellt das Tagblatt auf Kleinformat um. Die Zeitung wurde vorerst durch Subventionen am Leben erhalten, 1987 wurde schließlich von der Arbeiter-Zeitung die Herausgabe übernommen, wobei die Abo-Zahl bei 17.700 lag. Der langjährige Chefredakteur Hermann Czekal starb im Juli 2008. Die Traditionsdruckerei Gutenberg gibt es nach wie vor – 90 Mitarbeiter bedrucken jährlich ca. 3.000 t Papier.

## Chefredakteure
- Franz Lettner
- Franz Blum
- Alois Oberhummer (1945–1946)
- Alois Wimberger (1946)
- Ludwig Eldersch
- Egon Bodinger (4/1948–1/1949)
- Richard Neumann (11/1948–12/1949)
- Nikolaus Negrelli (1949–11/1964)
- Hermann Czekal (1964–12/1985)
- Gerald Höchtler (1/1986–10/1991)